# Florencio Molina Campos
Florencio Molina Campos né le 21 août 1891 et mort le 16 novembre 1959 à Buenos Aires, est un illustrateur et peintre argentin connu pour ses représentations de scènes traditionnelles de la Pampa.

## Biographie
Molina Campos participe à sa première exposition en tant que peintre au Hall central de la Sociedad Rural Argentina en 1926. Après avoir vu l'exposition, le président argentin Marcelo Torcuato de Alvear le nomme professeur d'art au Colegio Nacional Nicolás Avellaneda.
En 1930, la compagnie Alpargatas S.A., fabricant d'espadrilles, sous la supervision de l'ingénieur Luis Pastorino, commande 12 illustrations pour son calendrier. Celui-ci connait un tel succès qu'on lui demande de dessiner les illustrations pour les 12 années suivantes.
En 1942, il expose au Musée d'art moderne de San Francisco, après quoi son exposition entame un tour des États-Unis. En 1956, il fait une nouvelle exposition à la galerie Witcomb de Buenos Aires.
De la fin des années 1940 jusqu'au milieu des années 1950, il est engagé comme artiste aux studios de son ami de longue date Walt Disney. Pendant leurs voyages à Bariloche, ils travaillent ensemble pour la Walt Disney Company à la création de personnages pour le film Bambi. Sa contribution au film se reconnait dans le style des animaux et des arbres qui reproduit la vie sauvage de l'Île Victoria sur le Lac Nahuel Huapi, en Patagonie, province de l'Argentine.
Il contribue également pour les studios Disney à la création de packs de films à bas coût contenant des collections de dessins animés courts. Les plus notables et qui ont rencontré le succès sont Saludos Amigos (1942) et sa suite Les Trois Caballeros (1945), Coquin de printemps (1947) et l'affiche originale du film Alice aux pays des merveilles (1951).
Sa dernière exposition de 1959 revêt un caractère posthume.